# Сан Никола Делеђистис (Вибо Валенција)
Сан Никола Делеђистис је насеље у Италији у округу Вибо Валенција, региону Калабрија.
Према процени из 2011. у насељу је живело 238 становника. Насеље се налази на надморској висини од 198 м.